# Kerk van Oldetrijne
De kerk van Oldetrijne is een kerkgebouw in Oldetrijne, gemeente Weststellingwerf, in de Nederlandse provincie Friesland.

## Beschrijving
De hervormde kerk uit 1870 werd gebouwd ter vervanging van een kerk uit 1794. De driezijdig gesloten zaalkerk met geveltoren heeft sinds 1979 geen kerkfunctie meer, maar is in gebruik als dorpscentrum.

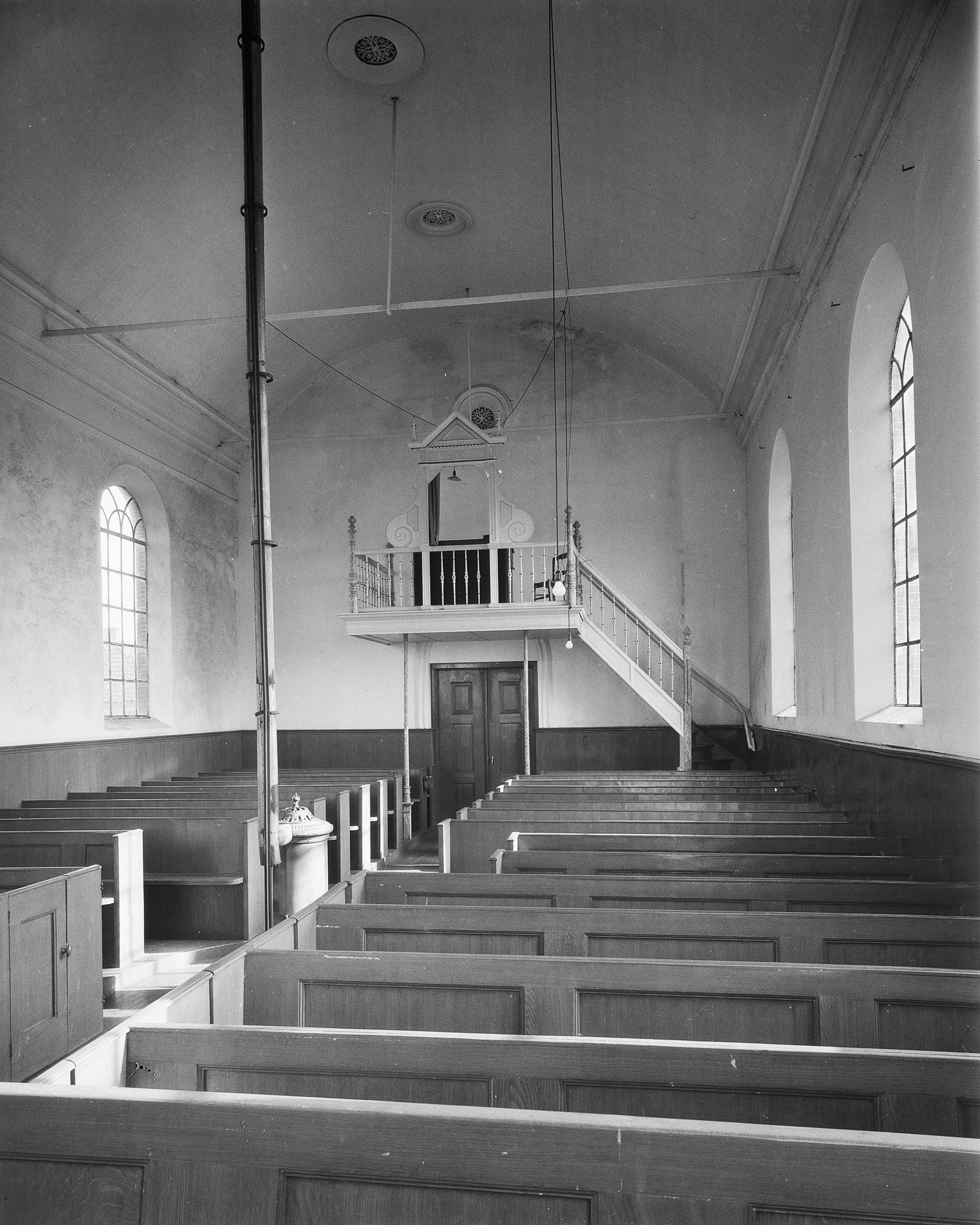
Interieur (1959)
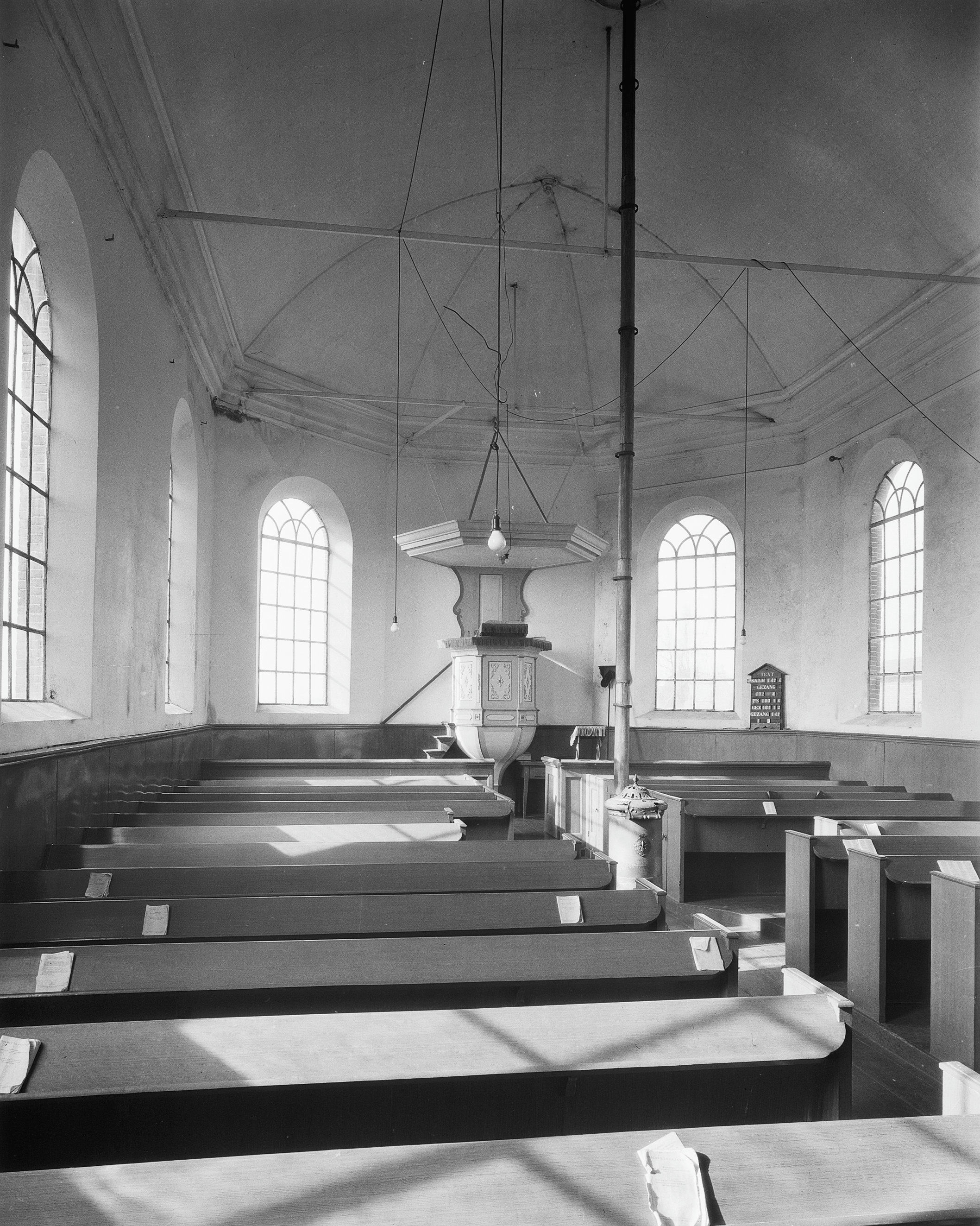
Interieur met preekstoel